# Plekhànovo
Plekhànovo (en rus: Плеханово) és un poble de l'óblast de Lípetsk, a Rússia, que el 2013 tenia 2.024 habitants. Pertany al districte rural de Griazi.